# 真鲈属
真鱸屬（學名：Percichthys）是日鱸目真鱸科的一屬。

## 名称
本属学名词根（pérkē）意为“河鱸”、“ichthys”（希臘語： ἰχθῡ́ς；ikhthûs）意为“魚”，因本屬俱備河鱸形態而得名。

## 形态
本属鱼类為淡水魚，臀鳍軟棘8至11枚、胸鳍棘条14至17枚、尾鳍棘条43至49枚。

## 分布
本属原生分布于南美洲，主要見於智利與阿根廷的河流與湖泊之中。

## 分類
本屬包含5個物種：
- 智利真鱸 Percichthys chilensis
- 大口真鱸 Percichthys colhuapiensis
- 光滑真鱸 Percichthys laevis
- 黑眼真鱸 Percichthys melanops：又稱黑眼鮨鱸
- 真鱸 Percichthys trucha：又稱鮨鱸、肖鱸。